# الخاندرو گاواتورتا
الخاندرو گاواتورتا (انگلیسی: Alejandro Gavatorta؛ زادهٔ ۲۱ مارس ۱۹۸۰) بازیکن فوتبال اهل آرژانتین است.
از باشگاه‌هایی که در آن بازی کرده‌است می‌توان به باشگاه فوتبال تون اشاره کرد.